# Albaredo Arnaboldi
Albaredo Arnaboldi é uma comuna italiana da região da Lombardia, província de Pavia, com cerca de 205 habitantes. Estende-se por uma área de 9 km², tendo uma densidade populacional de 23 hab/km². Faz fronteira com Barbianello, Belgioioso, Broni, Campospinoso, Casanova Lonati, Linarolo, Mezzanino, San Cipriano Po.

## Demografia
| Variação demográfica do município entre 1861 e 2011                               |
|                                                                                   |
| Fonte: Istituto Nazionale di Statistica (ISTAT) - Elaboração gráfica da Wikipedia |